# Isle à Quatre

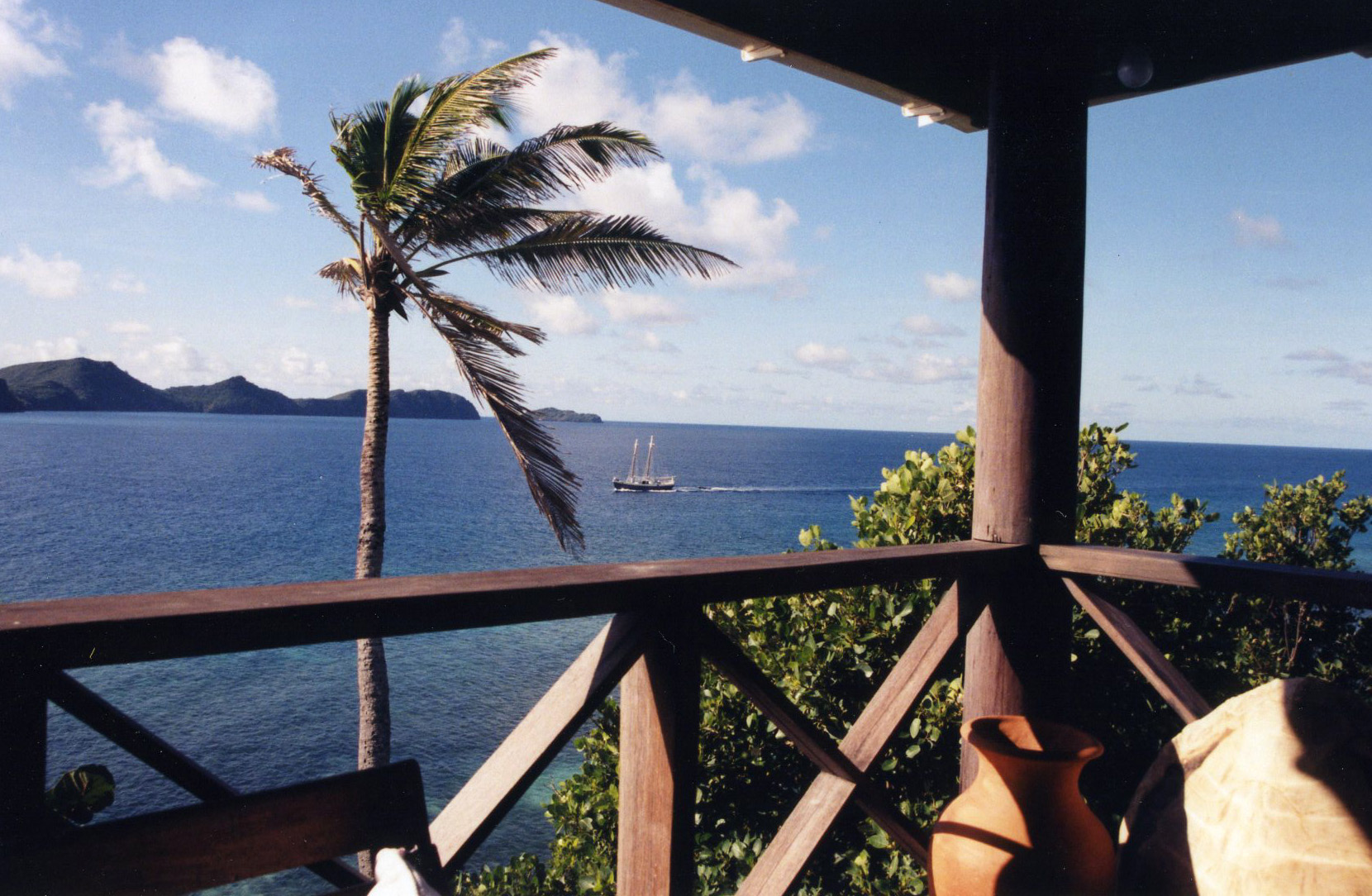
Isle à Quatre, links

Die Isle à Quatre ist eine unbewohnte Insel in der Inselgruppe der Grenadinen im Gebiet des Inselstaates St. Vincent und die Grenadinen. Sie liegt vor der Südküste von Petite Nevis und südlich von Bequia.

## Geographie
Die Insel liegt etwas mehr als zwei Kilometer südlich von Bequia. Sie bildet einen geschwungenen Rücken, der sich im Bogen von Nordosten nach Südwesten zieht. Im Norden liegt daher die Bednoe Bay mit ihrem Ausläufer, der kleinen Dicks Bay. Auf der Ost- und Südseite ist die Insel dagegen deutlich unterteilt in vier Landzungen, die vom Inselrücken aus nach Osten beziehungsweise Südosten ins Meer ragen und vier große Buchten bilden: Soldier Bay, Grand Bay, Mahault Bay und Lagoon Bay. Die Breite der Insel schwankt dementsprechend zwischen 250 m und 975 m. Die Fläche der Insel umfasst 376 acres (1,52 km²) und das Gelände ist im Großen und Ganzen recht steil. In der Grand Bay, Mahaut Bay und Lagoon Bay gibt es Strände, aber in der Grand Bay und Lagoon Bay gibt es auch größere Riffe. In der Grand Bay setzt sich eine Erhebung in kleinen Felseneilanden, unter anderem Black Rock (⊙) ins Meer hinein fort. Die Insel ist unbewohnt. Zwischen den beiden Gipfeln im Zentrum der Insel steht noch das alte Farmhaus des Großvaters von James Mitchell. Bisher gehörte die Insel der Familie, steht aber zum Verkauf.
Der nordöstlichste Punkt befindet sich am Ende der nördlichsten Landzunge: ⊙, der westlichste Punkt ist West End (⊙). Vor dem Südende gibt es noch den Felsen Bellins Rock (⊙). Die Inselkette der Inseln über dem Winde (kleine Antillen) setzt sich nach Südwesten mit Pigeon Island und im Süden mit Canouan fort. Etwa zehn Kilometer entfernt im Südosten liegt die Insel Mustique.

## Geschichte
Die Insel gehörte mit den anderen Inseln der Region bis zum Siebenjährigen Krieg zu Frankreich. 1763 wurden sie dann an England abgetreten. Seit über hundert Jahren ist die Insel im Besitz der Familie Mitchell, früher Kapitäne waren und auch in Zukunft einen Teil der Insel für sich behalten wird. Auf der Insel wuchsen früher rosa Trompetenbäume (Tabebuia heterophylla), deren Holz zum Schiffbau genutzt wurde. 